# Gschnaidt (Gemeinde Gratwein-Straßengel)
Gschnaidt ist eine Ortschaft, Katastralgemeinde und ehemalige Gemeinde mit 311 Einwohnern (Stand: 1. Jänner 2024) in der Steiermark im Nordwesten des Bezirks Graz-Umgebung.
Im Rahmen der steiermärkischen Gemeindestrukturreform wurde sie 2015 mit den Gemeinden Judendorf-Straßengel, Eisbach und Gratwein zusammengeschlossen,
die neue Gemeinde führt den Namen Marktgemeinde Gratwein-Straßengel. Grundlage dafür ist das Steiermärkische Gemeindestrukturreformgesetz – StGsrG.
Eine Beschwerde, die von der Gemeinde gegen die Zusammenlegung beim Verfassungsgerichtshof eingebracht wurde, war nicht erfolgreich.

## Geografie

### Geografische Lage
Gschnaidt liegt ca. 25 km nordwestlich der Landeshauptstadt Graz im Stübinggraben, einem Seitental des Murtales. Die höchsten Erhebungen im Gemeindegebiet sind der Heiggerkogel (1.098 m) und der Pleschkogel (1.061 m).

### Gliederung
Die ehemalige Gemeinde bestand aus je einer einzigen gleichnamigen Katastralgemeinde bzw. Ortschaft. Der Hauptort ist der Wallfahrtsort Sankt Pankrazen, ein Kirchweiler auf einem Bergrücken, sonst gibt es noch:
- den Weiler Kornberg,
- die zerstreuten Häuser Krienz, Plesch, Sankt Pankrazen (Umgebung), Stiwollgraben, Stübinggraben,
- und zahlreiche Einzellagen (Abraham, Ambros, Enzianhof, Fuchs, Grabenfödl, Grabenwarter, Hasi, Hidner, Höfer, Kalbacher, Kesselmeixner, Klein-Lückanderl, Knoblacher, Kogler, Kohlbauer, Kreuzwirt, Lenzbauer, Lück, Marxbauer, Moises, Pagger, Platzl, Pleschwirt, Ponkratzbauer, Prettenthaler, Rattich, Riemer, Saupart, Schorn, Steinklauber, Thurner, Wolf am Egg, Zuri),

eine für die Gegend typische Siedlungssituation.

### Eingemeindungen

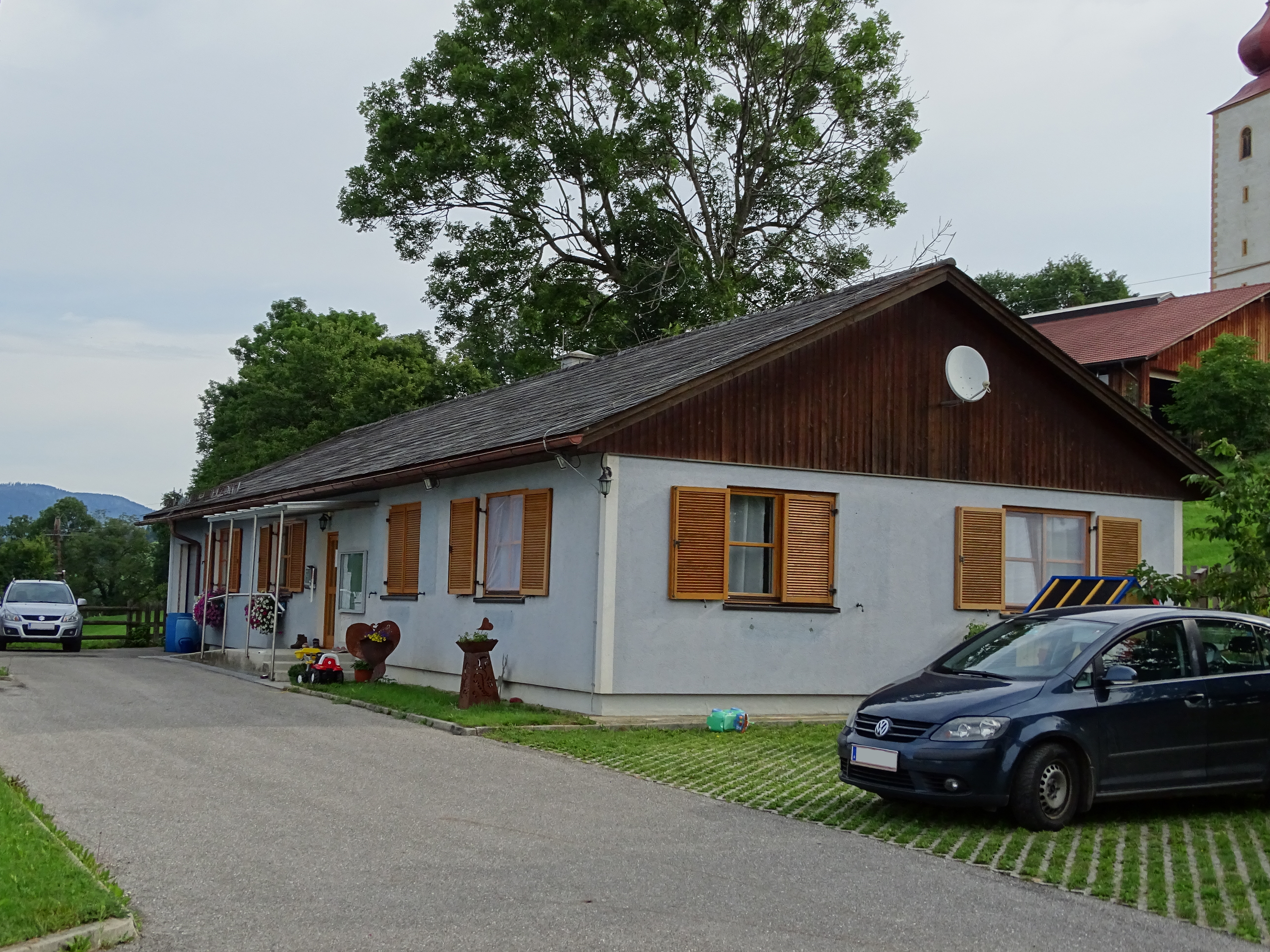
Ehemaliges Gemeindeamt in Gschnaidt

Im Zuge der steirischen Gemeindestrukturreform wurde die Gemeinde Gschnaidt 2015 mit den Gemeinden Gratwein, Eisbach und Judendorf-Straßengel fusioniert.

### Ehemalige Nachbargemeinden
| Geistthal (Bez. Voitsberg)  | Übelbach                                    | Großstübing |
|                             | Kompassrose, die auf Nachbargemeinden zeigt | Eisbach     |
| Södingberg (Bez. Voitsberg) | Stiwoll                                     |             |

## Wirtschaft und Infrastruktur

### Verkehr
Gschnaidt liegt abseits der Hauptverkehrsstraßen. Der nächstgelegene Autobahnanschluss zur Pyhrn Autobahn A 9 ist die Anschlussstelle Deutschfeistritz (165) in etwa 19 km Entfernung. Dort besteht ebenfalls Zugang zur Grazer Straße B 67, was in der gleichen Entfernung auch über Gratkorn möglich ist.
Ein Bahnhof befindet sich weder im Ort noch in Ortsnähe. Der nächstgelegene Bahnanschluss besteht mit dem Bahnhof Gratwein-Gratkorn zur Südbahn in circa 15 km Entfernung.
Der Flughafen Graz ist circa 35 km entfernt.

## Politik

### Gemeinderat
Der letzte Gemeinderat bestand aus neun Mitgliedern und setzte sich seit der Gemeinderatswahl 2010 aus Mandaten der folgenden Parteien zusammen:
- 6 Bürgerliste für Gschnaidt – stellte Bürgermeister und Vizebürgermeister
- 3 ÖVP – stellt den Gemeindekassier

Der letzte Bürgermeister war seit 2005 Max Höfer (Bürgerliste), Vizebürgermeister war Hubert Perstaller (Bürgerliste, zuvor SPÖ).

### Wappen
Die Verleihung des Gemeindewappens erfolgte mit Wirkung vom 1. Juni 1992. Wegen der Gemeindezusammenlegung verlor dieses mit 1. Jänner 2015 seine offizielle Gültigkeit.

Blasonierung (Wappenbeschreibung):
„Im erhöht und erniedrigt durch Zinnenschnitte geteilten silbernen Schnitt im grünen Mittelfeld eine silberne Votivgabe in Form eines stehenden Rindes, im Schildhaupt von drei glatt abgeschnittenen dreiblättrigen, im Schildfuß von zwei glatt abgeschnittenen vierblättrigen roten Buchenzweigen begleitet.“